# Beli Manastir
Beli Manastir (węgr. Pélmonostor, niem. Manoster) – miasto we wschodniej Chorwacji, w żupanii osijecko-barańskiej, siedziba miasta Beli Manastir. W 2011 roku liczył 8049 mieszkańców.
Jest głównym miastem chorwackiej części regionu Baranja. Nazwa miasta w języku chorwackim oznacza „biały klasztor”. Została ona ustanowiona w 1923 roku.